# Chetro Ketl
Chetro Ketl est une habitation des Anasazis et site archéologique dans le Chaco Canyon, dans l'État du Nouveau-Mexique, aux États-Unis.
La construction a commencé vers 990 et est en grande partie achevé en 1075, avec un remodelage significatif au début et au milieu des années 1110. Après le début d'une grave sécheresse, la plupart des habitants ont émigré du canyon vers 1140 et en 1250, les derniers habitants de Chetro Ketl avaient quitté la structure.
La grande maison a été redécouverte en 1823 par le gouverneur mexicain du Nouveau-Mexique, José Antonio Vizcarra, et en 1849, le lieutenant James Simpson du Corps du génie de l'armée des États-Unis a documenté les principales ruines du canyon. Edgar Lee Hewett (en), le directeur de la première école de terrain archéologique dans le canyon, a mené des fouilles de Chetro Ketl en 1920 et 1921, et de nouveau entre 1929 et 1935.
Chetro Ketl est immortalisé sur la pièce de monnaie du Nouveau-Mexique de la série de pièces américaines d'un quart de dollar America the Beautiful.

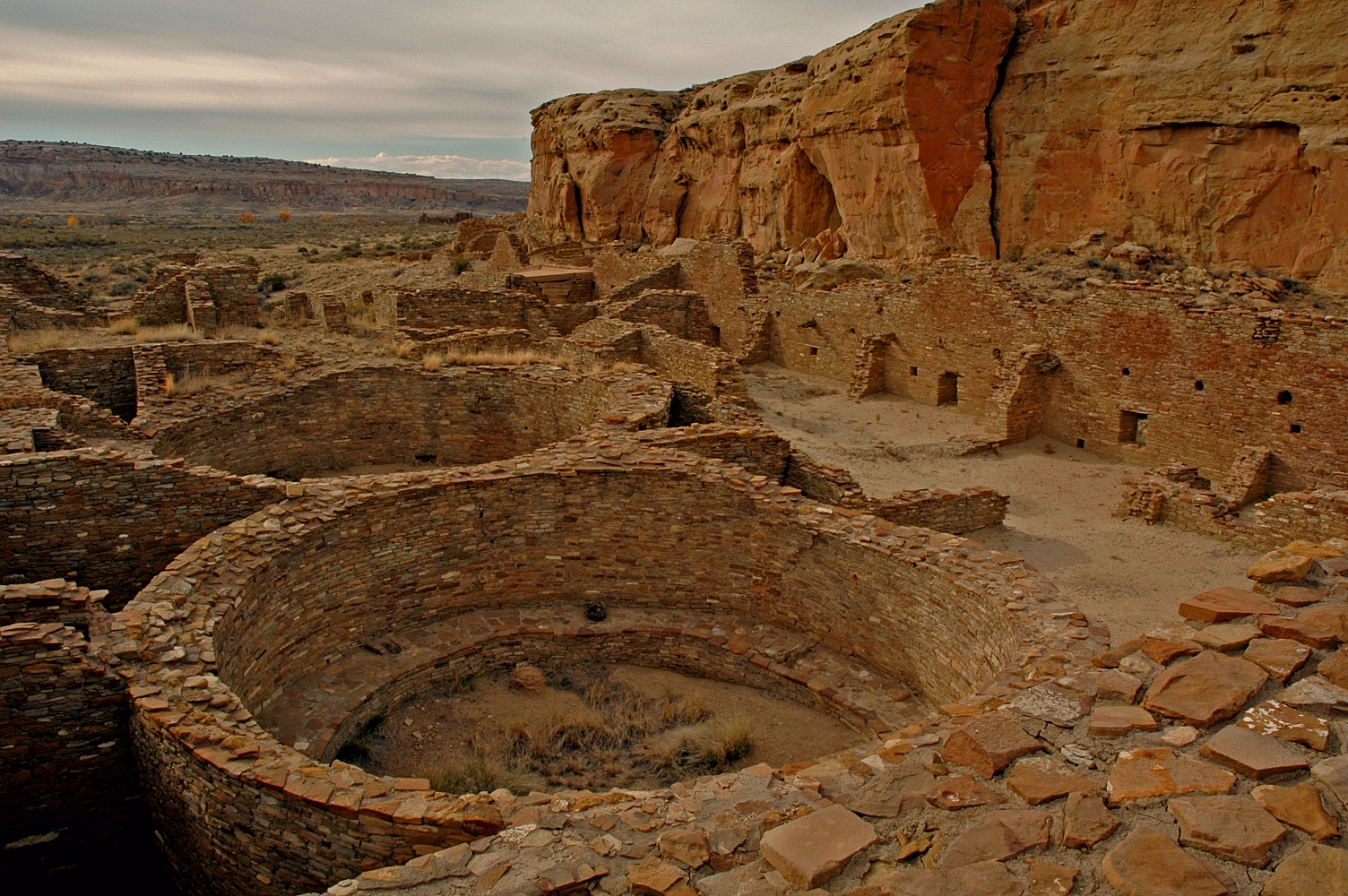
Chetro Ketl.

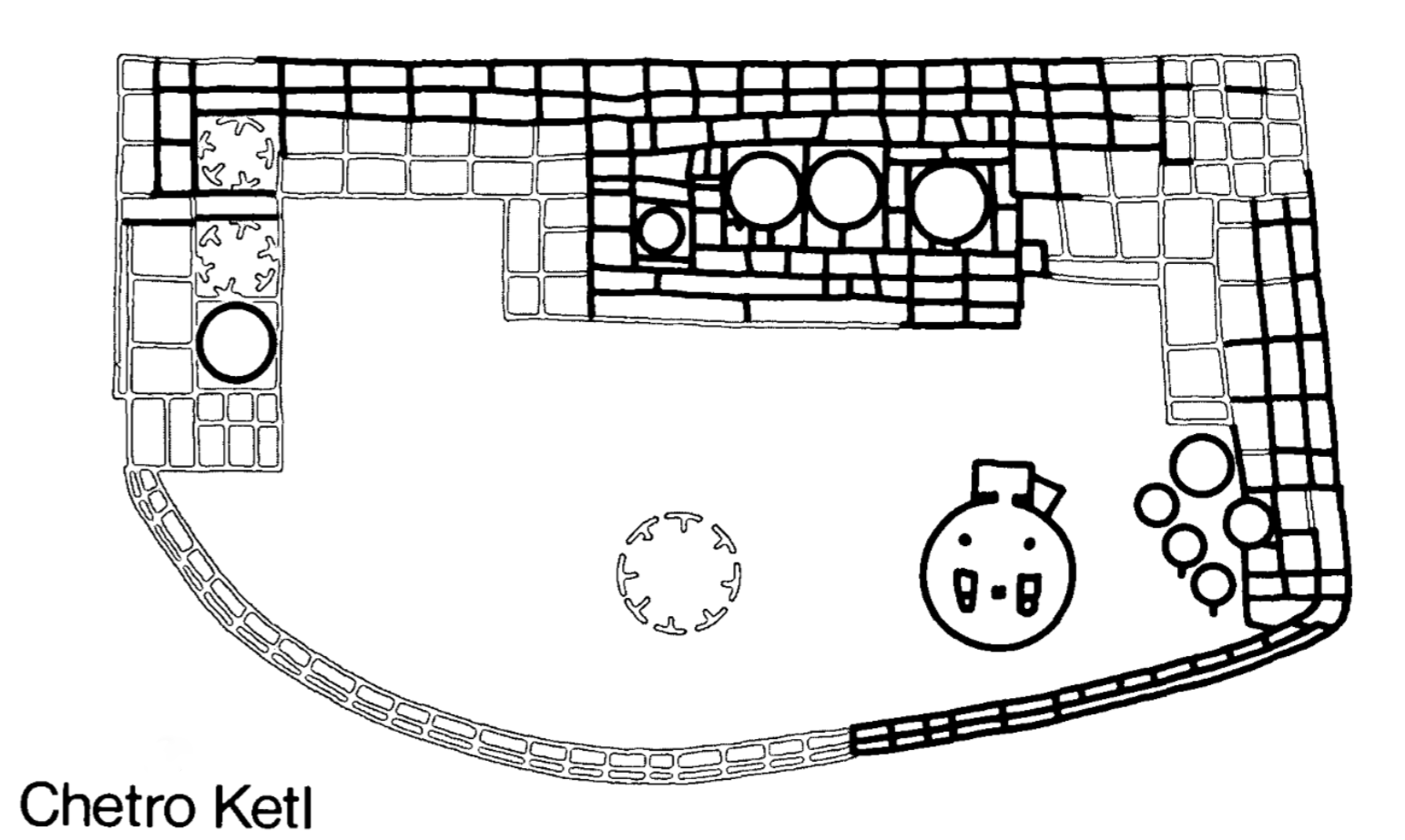
Plan schématique de Chetro Ketl.